# Distretto di O'rta Chirchik
Il distretto di O'rta Chirchik (in uzbeco O'rta Chirchiq tumani) è uno dei 15 distretti della Regione di Tashkent, in Uzbekistan. Il capoluogo è Nurafshon.